# Redemption (2013)
Redemption é uma curta-metragem docuficção portuguesa de 2013, realizada por Miguel Gomes e escrita por Gomes e Mariana Ricardo. O filme recorre a imagens de arquivo para ficcionar quatro cartas de políticos europeus: Pedro Passos Coelho, Nicolas Sarkozy, Silvio Berlusconi e Angela Merkel. Redemption estreou a 31 de agosto de 2013 no Festival Internacional de Cinema de Veneza.

## Sinopse
Pedro Passos Coelho: No dia 21 de janeiro de 1975, em Vale de Nogueiras, aldeia de Trás-os-Montes no norte de Portugal, uma criança escreve aos pais em Angola para lhes dizer como Portugal é triste. Silvio Berlusconi: No dia 13 de julho de 2011, em Milão, um velho recorda o seu primeiro amor e como o deixou escapar. Nicolas Sarkozy: No dia 6 de maio de 2012, em Paris, um homem diz à filha bebé que nunca será um pai de verdade. Angela Merkel: Durante um casamento no dia 3 de setembro de 1977, em Leipzig, a noiva luta contra uma ópera de Wagner que não lhe sai da cabeça.
Será que isso a transforma numa traidora da revolução socialista? Será que se fechar os olhos com força tudo voltará ao normal? Mas onde e quando estes quatro começaram a procurar a redenção? Estas quatro cartas ficcionais são quatro grandes interrogações que ficam da hábil e extraordinariamente sensível combinação de imagens reais com a narração em voz off, onde nos vemos e revemos como europeus na história recente, com datas e lugares precisos capazes ainda de nos surpreender com um mistério.

## Elenco
- Jaime Pereira, como Narrador (Passos Coelho). [5]
- Donatello Brida, como Narrador (Berlusconi).
- Jean-Pierre Rehm, como Narrador (Sarkozy).
- Maren Ade, como Narradora (Merkel).

## Dados técnicos
- Argumento: Miguel Gomes, Mariana Ricardo.
- Fotografia: Nadir Mansouri.[6]
- Montagem: João Nicolau, Miguel Gomes, Mariana Ricardo.
- Produtores: Luís Urbano, Sandro Aguilar, Jonas Dornbach, Janine Jackowski, Maren Ade, Paolo Benzi.
- Produção: O Som e a Fúria.
- Direção de produção: Bertrand Scalabre.
- Editor online: Pedro Marques.
- Edição de som: Miguel Martins.
- Formato: 35mm / Cor & P&B /1:1.37 /Dolby SRD[7]

## Produção
Redemption é uma co-produção entre Portugal, França, Alemanha e Itália, com a participação de ZDF/Arte, RTP and Fuori Orario - Rai Tre e o apoio financeiro da Fundação Calouste Gulbenkian e Medienboard Berlin-Brandenburg GmbH.
A curta-metragem mistura influências do cinema experimental e de ensaio. É o resultado da passagem de Miguel Gomes como docente na Escola de artes francesa Le Fresnoy. Os seus alunos participaram no processo de montagem de Redemption. O realizador pretendia que a mesma fosse intimista e confessional, com uma dimensão unipessoal. Para isso, recorreu exclusivamente a imagens de arquivo, muitas delas em super 8, o que contribuiu para essa componente privada e anónima dos relatos. O argumento nasce de reflexões sobre a  identidade nacional e europeia. As histórias narradas são ficcionadas, mas as datas correspondem a acontecimentos reais.

## Distribuição
Redemption estreou a 31 de agosto de 2013 após ser selecionada para a secção oficial, fora de competição, da 70ª edição do Festival Internacional de Cinema de Veneza. No mesmo ano, a curta-metragem viria a estrear nos cinemas portugueses a 28 de novembro (em complemento do documentário Terra de Ninguém de Salomé Lamas) e nos cinemas franceses a 4 de dezembro. Na televisão, o filme teve estreia a 26 julho de 2018, transmitido pela RTP2.
O Curtas Vila do Conde em parceria com a FNAC, editou Redemption em DVD, numa edição que inclui todas as curtas-metragens de Miguel Gomes ("Entretanto", "Inventário de Natal", "31", "Kalkitos" e "Cântico das Criaturas").

### Festivais
O filme fez parte da seleção dos seguintes Festivais internacionais de cinema:
- Venice International Film Festival - Biennale di Venezia (Itália, 2013).[13]
- Toronto International Film Festival (Canadá, 2013).
- New York International Film Festival (Estados Unidos da América, 2013).
- Festival Internacional de Cine de Valdivia: Filme de Abertura (Chile, 2013).
- Mostra de São Paulo (Brasil, 2013).[14]
- Jilhava International Film Festival (República Checa, 2013).
- Viennale – Vienna International Film Festival (Áustria, 2013).[15]
- CPH:DOX (Dinamarca, 2013).[16]
- Sevilla Festival de Cine – Cine Europeo y Contemporáneo (Espanha, 2013).[17]
- Madeira Micro Film Festival (Portugal, 2013).
- Oslo International Film Festival (Noruega, 2013).
- Human Rights Film Festival - Zagreb (Croácia, 2013).
- Black Movie Film Festival – Geneva International Independent Film Festival (Suíça, 2014).
- Rotterdam International Film Festival (Holanda, 2014).
- FICUNAM (México, 2014).
- Courtisane Film Festival (Bélgica, 2014).
- Next Film Festival (Roménia, 2014)
- Instanbul International Film Festival (Turquia, 2014).
- Jeonju International Film Festival (Coreia do Sul, 2014).
- Midnight Sun Film Festival (Finlândia, 2014).
- Edinburgh International Film Festival (Reino Unido, 2014).
- München Film Festival (Alemanha, 2014).[8]
- Melbourne International Film Festival (Austrália, 2014).
- Pacific Meridian (Rússia, 2014).
- Riga International Film Festival 2ANNAS (Letónia, 2014).
- Taipei Film Festival (Taiwan, 2015).
- Costa Rica Film Festival (Costa Rica, 2015).
- Vilnius International Short Film Festival (Lituânia, 2017).

## Receção
Raquel Schefer, para a Revista do Programa de Pós-graduação em Educação da UNESC, elogia a heterogeneidade e a multitemporalidade das fontes discursivas e do material de arquivo, assim como a montagem e a enunciação da curta-metragem. Comenta que estes processos de ressemantização da imagem contribuem para uma deslocação da visão da África colonial portuguesa e da sua construção afetiva e teórica, ainda hoje vigente. Na sua crítica ao filme, Max Nelson (Cinema Scope) elogia o modo como o autor faz o compromisso entre uma representação dos protagonistas políticos enquanto figuras pateticamente tragicómicas. Defende que Redemption tem tanto de engraçado como de profundamente triste pela oposição entre quem deveria estar narrar o filme e as vozes que se ouvem, ou entre as memórias reais e aquelas que o filme exibe.

### Premiações
| Ano  | Premiação                                                 | Categoria                                            | Trabalho | Resultado | Ref.          |
| ---- | --------------------------------------------------------- | ---------------------------------------------------- | --- | --------- | ------------- |
| 2013 | Festival CPH:DOX                                          | Prémio Nova Visão                                    | Miguel Gomes | Indicado  |               |
| 2014 | Buenos Aires International Festival of Independent Cinema | Prémio Vanguarda e Género para Melhor Curta-Metragem | Redemption, Miguel Gomes                                                                                           | Venceu    |               |
| 2014 | Janela Internacional de Cinema do Recife                  | Melhor Montagem                                      | João Nicolau, Miguel Gomes e Mariana Ricardo, com a participação dos alunos da escola de artes francesa Le Fresnoy | Venceu    | [ 19 ] [ 20 ] |
| 2015 | Hiroshima Film Festival                                   | Prémio do Público                                    | Redemption, Miguel Gomes                                                                                           | Venceu    |               |